# 交響詩ひめじ
『交響詩ひめじ』（こうきょうしひめじ）は、川口汐子作詞、池辺晋一郎作曲の合唱組曲。

## 概説
1989年（平成元年）の姫路市制100周年を記念して、「市民に末永く愛され、親しまれるふるさと讃歌」として姫路市の委嘱により制作された。作詞は、ふるさとを愛する心を織り込むことから地元出身の川口に、作曲は音楽を愛する人々の心に響くものを求めて著名な作曲家である池辺に、それぞれ依頼された。混声合唱と女声合唱のそれぞれで演奏が可能で、ピアノ伴奏版、吹奏楽伴奏版、吹奏楽のみの版があり、多彩な形で演奏できる。

## 楽曲構成
全4楽章からなる。
1. 姫路のあけぼの
ヘ長調。美しいふるさとの山河が、黎明のなかに明けていく姿を、姫路の地名を随所に織り込みながら現わしている。
2. 城―千姫によせて
ニ短調。太平洋戦争の戦災にも焼失を免れた姫路城。その気品あふれる威容を、城を見上げる佳人―それは数奇な運命をたどった千姫である―に重ねている。
3. こどもの祭
イ長調。灘のけんか祭りに代表される、播州地区の勇壮な秋まつり。姫路の町に育つ子どもたちの健やかな群像を溌剌と歌い上げる。
4. 栄光の世紀へ
ヘ長調。未来へ歩みだす若者と愛をこめて見守る父母。それは姫路の未来への祈りであり、ひいては地球の未来にもつながる。

## 交響詩ひめじ合唱コンクール

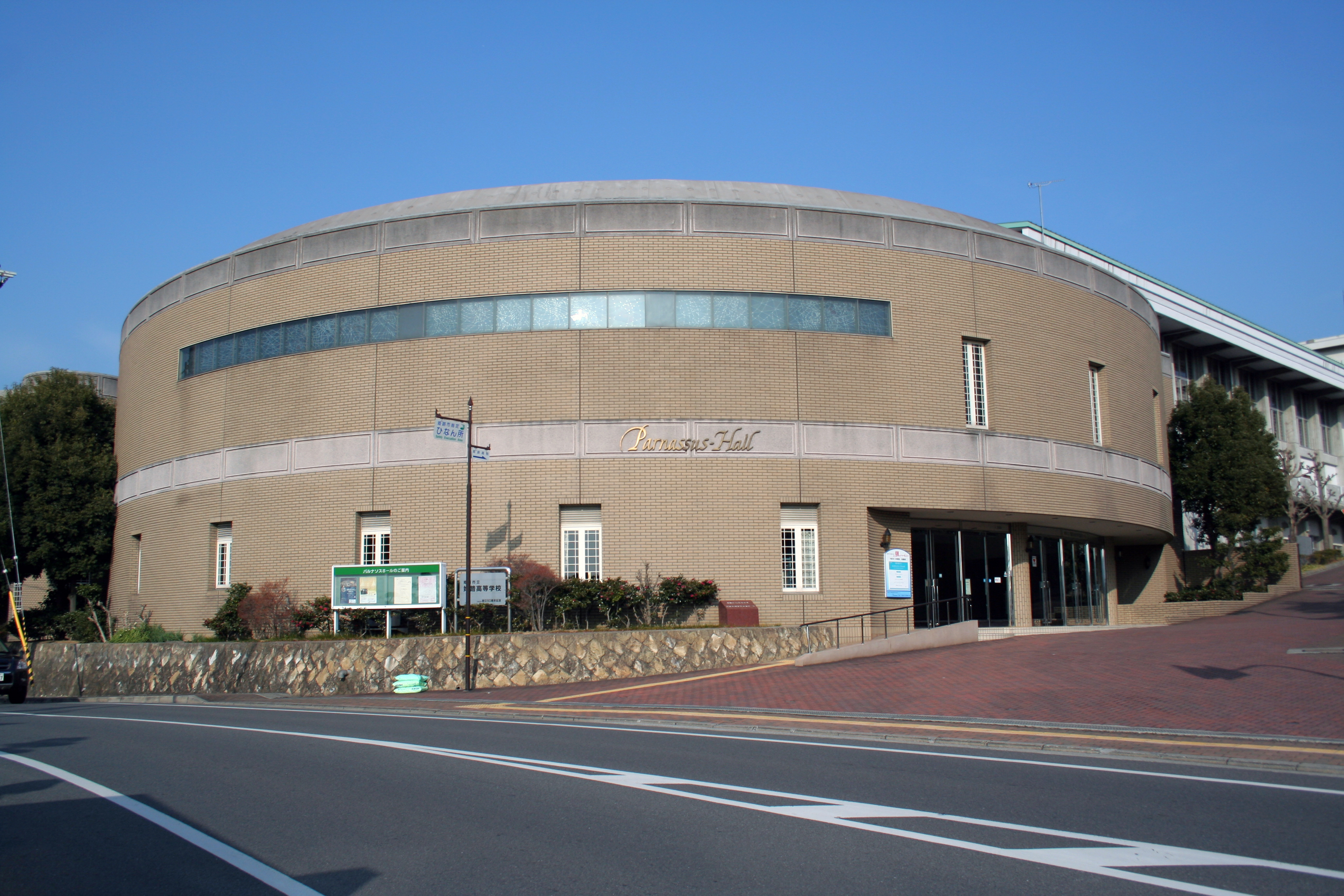
パルナソスホール

交響詩ひめじ合唱コンクールは、財団法人姫路市文化国際交流財団が主催し、パルナソスホールで毎年2月に開催される音楽コンクールである。
コンクールの大きな目的のひとつに、「交響詩ひめじを長く歌い継いでいく」ことがある。1991年（平成3年）2月3日に第1回が開催され、2020年（令和2年）までに30回の開催を続けている。行政の記念事業として制作された音楽作品が、年月を経ても歌い継がれる例は、池辺をして「このように長く活用している例を、僕は他に知らない」と言わしめている。
2021年（令和3年）の第31回、2022年（令和4年）の第32回は、新型コロナウイルス感染症の流行の収束予測が立たないため、中止となった。

### コンクールの概要
合唱団の人数、編成に制限はない。編成によって「小学生・中学生の部」（歌唱する全員が中学生以下の年齢の合唱団）と「高校生・一般の部」（小学生・中学生の部に該当しない合唱団）の2部門に分かれる。1人1団体のみ参加可能であるが、小学生・中学生・高校生は在籍する学校の合唱団のほかに1団体のみ一般合唱団に参加できる。
参加団体は課題曲と自由曲を演奏する。演奏順は課題曲・自由曲の順である。課題曲は交響詩ひめじの全4楽章の中から任意の一章を選択する。自由曲は5分以内であれば曲目・曲数に制限はない。審査員の合議により、すぐれた演奏をした団体に以下の賞と賞金が贈られる。
- 最優秀賞（部門ごとに1団体、賞金5万円）
- 優秀賞（部門ごとに1団体、賞金3万円）
- 池辺晋一郎特別賞（全部門を通して1団体、賞金5万円）特別賞の選出趣旨は毎回異なり、表彰式の際に池辺からその旨の説明がある。

審査員は池辺晋一郎、川口汐子の両名が第1回から連続して務めてきたが、川口は第20回を最後に勇退し、第21回からは姫路市在住の声楽家・林裕美子が審査員を務めている。このほかに合唱指揮者等が1名（近年は洲脇光一が務めることが多い）審査員に加わる。
2002年（平成14年）の第12回以降、コンクールで入賞した団体はおよそ1カ月後の「交響詩ひめじ演奏会」に参加でき、姫路交響楽団との共演で吹奏楽版の「交響詩ひめじ」を演奏する。ここではコンクールの競い合う場から、参加団体同士の交流とふるさとの曲を歌い継いでいく協奏の場へと変化し、多くの参加団体の憧れとなっている。